# زنان در آثار شکسپیر
زنان در آثار شکسپیر موضوعی است که به ویژه در بحث‌های عمومی و شاعرانه آثار شکسپیر مورد بحث قرار گرفته‌است. شخصیت‌های اصلی مانند بانوی تاریک در غزلواره‌های او، مقدار قابل‌توجهی از انتقادات را برانگیخته‌اند که این انتقادات در جریان موج دوم فمینیسم دههٔ ۱۹۶۰ انگیزه مضاعفی نیز به‌دست آورده‌اند. زنان در آثار شکسپیر توسط تعداد قابل توجهی از مطالعات طولانی و مقالات دانشگاهی مورد بررسی قرار می‌گیرند و همچین چندین قمر اورانوس نیز به نام زنانی در آثار شکسپیر نام‌گذاری شده‌اند.
در تراژدی‌های شکسپیر و به‌طور کلی نمایشنامه‌های او، انواع مختلفی از شخصیت‌های زن وجود دارد. آن‌ها شخصیت‌های دیگر را تحت تأثیر قرار می‌دهند اما اغلب دست‌کم گرفته می‌شوند. زنان در نمایشنامه‌های شکسپیر همیشه نقش‌های مهمی (و گاهی اوقات نیز نقش اصلی) را دارند. خواه وجود آنها برای تغییر داستان باشد یا تثبیت آن، همیشه دلیلی برای وجود آنها موجود است. برخی از زنان قوی تر از دیگران هستند و تأثیر آنها در جریان نمایش نیز برای هرکدام متفاوت است. آنها اغلب از قهرمانان مرد پیشی می‌گیرند.

## تاریخ‌نگاری

### نقد قرن ۱۹

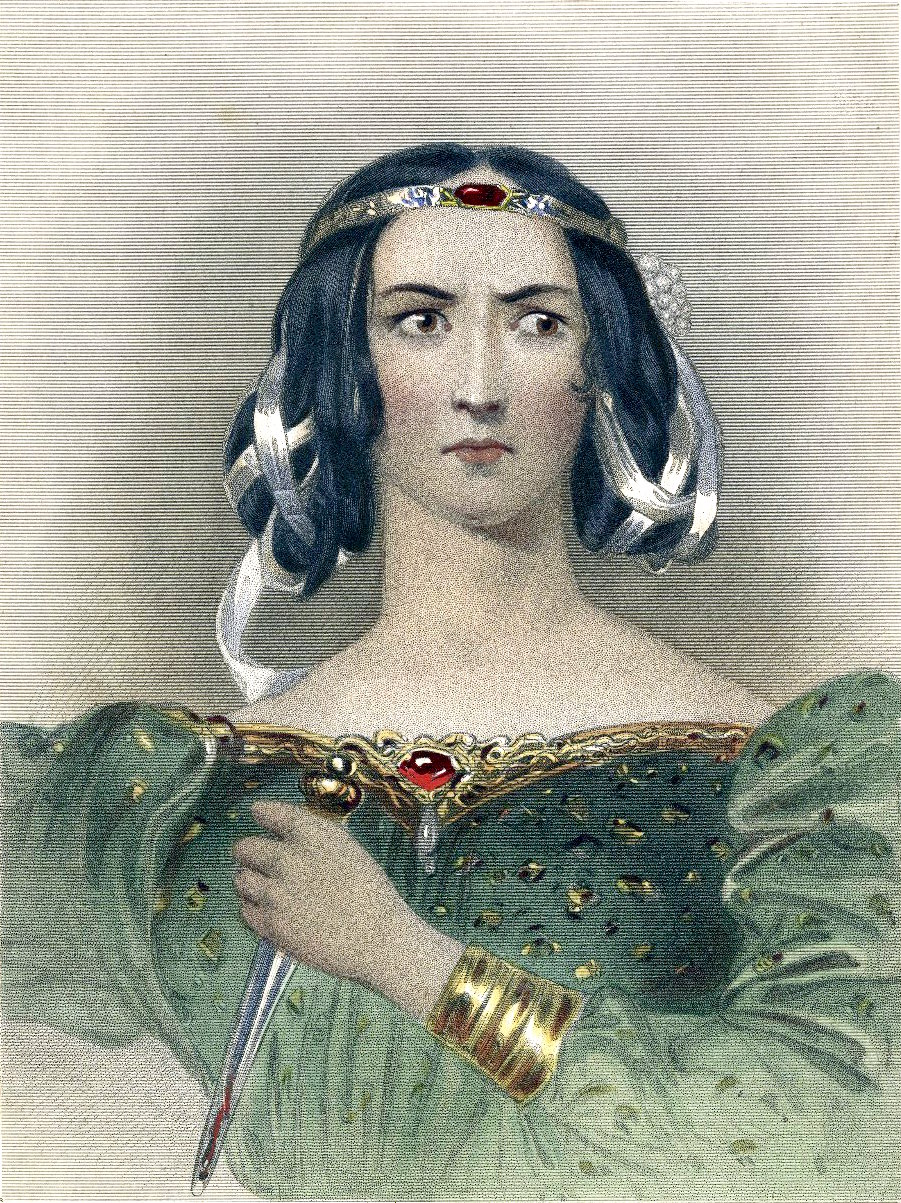
تصویری از لیدی مکبث از کتاب ویژگی‌های زنان اثر آنا جیمسون در سال ۱۸۳۲

انتقادات اولیه از شخصیت‌های زن در درام شکسپیر مبتنی بر ویژگی‌های مثبتی بود که او به آن‌ها می‌بخشید و اغلب ادعا می‌شد که شکسپیر به‌طور واقع‌گرایانه «جوهر زنانگی» را تسخیر کرده‌است. هلن زیمرن، در سال ۱۸۹۵ و در پیش‌گفتار ترجمه انگلیسی مطالعه لوئیس لویس با عنوان «زنان شکسپیر»، بیان کرد که «از میان شخصیت‌های نمایشی شکسپیر، زنان او احتمالاً جذاب‌ترین و به یک معنا، اصیل‌ترین مخلوقات او هستند که با ایده‌آل‌های زنانه رایج در ادبیات روزگار آن زمان تفاوت بسیار دارند.» خود لویس نیز به شکل مشابهی در نتیجه‌گیری خود زنان شکسپیر را ستایش می‌کند: «عصای جادویی شاعر اعماق طبیعت زن را گشوده‌است، جایی که در کنار احساسات دوست‌داشتنی و بدیع، احساسات وحشتناک نیز نقش خطرناک و کشنده خود را ایفا می‌کنند.»

### نقد مدرن
منتقدان اخیر رویکردهای مختلفی نسبت به این موضوع اتخاذ کردند. برای منتقدان فمینیست متأثر از فمینیسم فرانسوی، تحلیل بدن زن در نمایشنامه‌های شکسپیر مثمر ثمر بوده‌است. به عنوان مثال، کارول چیلینگتون راتر در کتاب «درون بدن: زنان و نمایش در صحنهٔ شکسپیر»، بر روی جسد کوردلیا هنگامی که پدرش، شاه لیر، او را به صحنه می‌برد، روی بدن اوفلیا در قبر و روی بدن دو زن روی تخت در انتهای اتلو که او این نمایش را «نمایشی که زنان را نابود می‌کند.» می‌خواند، تمرکز کرده‌است.

## نمایشنامه هملت
در نمایشنامه هملت دو زن نقش محوری دارند. اول گرترود مادر هملت و دیگری اوفیلیا معشوق وی. نقش گرترود و اوفلیا در پیرنگ داستانی هملت محرز است.
البته عموما نقش گرترود و اوفلیا در قالب چهره‌های کلیشه‌ای همسر بی‌وفا و هوسباز(و گاه فرتوت و حریص) و دختر حرف‌شنو و مظلوم و معصوم بازنمایی می‌شوند و بخش بزرگی از توانمندی‌های نهفته در این دو نقش به همین خاطر در سایه‌ٔ قدرت شخصیت‌های مرد پنهان می‌ماند.

### گرترود
به عقیدهٔ برخی منتقدین، شکسپیر گرترود را به عنوان شخصیتی بدسیرت شخصیت‌پردازی می‌کند. به نظر می‌رسد که او چندان از مرگ همسرش متا‌ٔثر نشده باشد و مشتاق به ازدواج مجدد با کلودیوس است.
بسیاری از منتقدین مدعی‌اند که گرترود در زندگی‌اش با پادشاه وفادار نبوده است و از قبل می‌دانسته که کلودیوس همسرش را به قتل می‌رساند. این موضوع با سخنان روح پادشاه فوت شده تحکیم می پذیرد که گرترود را  یک «کثافت زناکار»(به انگلیسی: adulterate beast) می‌خواند.
البته منتقدین دیگری می‌گویند که adulterate در معنا، به مفهوم تنزل به جایگاهی پایین‌تر به دلیل ترکیب شدن با ناخالصی یا به معنی آلوده شدن با ماده‌ای پست می‌باشد و براساس گفته‌های روح، کلودیوس گرترود گرانبهای او را آلوده کرده است. بدون وجود گرترود، کلودیوس نمی‌توانست به سادگی تاج و تخت برادر وارث‌دار خود را تصاحب کند.
گرترود مثل هر مادری دوست دارد فرزندش را کنار خود نگه دارد و از او می‌خواهد به ویتنبرگ باز نگردد. او از مطرح شدن احتمال عشق و ازدواج هملت به هیجان می‌آید و سرانجام تنها برای خوش‌آیند هملت جام شراب زهرآلود را بی‌خبر از همه‌جا سر می‌کشد. پس اوست که به هملت می‌گوید «شراب زهرآلود بود» و نقش پیشمرگ‌ دربار را برای پسرش بازی می‌کند.
گرترود با قرار دادن اراده‌ی زنانه‌ی خود در اختیار نظامی مردمحور، تصویری از کمال آرمانی یک ملکه، همسر و مادر را به نمایش می‌گذارد و تلاش او برای عمل کردن به تکلیف یک زن در هر سه‌ٔ این جایگاه‌ها است که سرانجامی تراژیک برای او رقم می‌زند.

## شخصیت‌های برجسته زن
- آدریانا، در کمدی اشتباهات
- بئاتریس، در هیاهوی بسیار برای هیچ
- بیانکا، در رام کردن زن سرکش
- سلیا، در هر طور شما دوست دارید

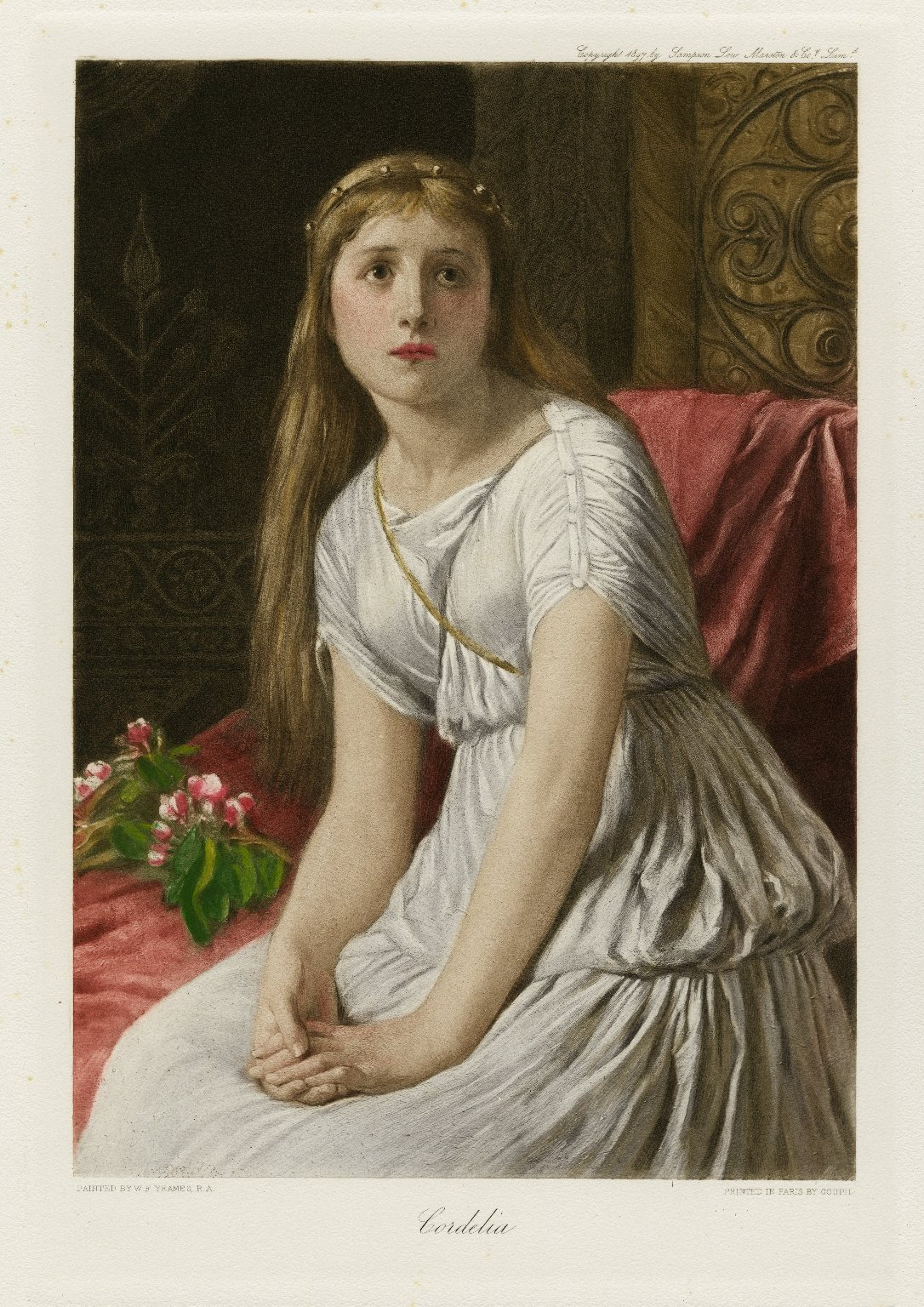
تصویری از کوردلیا توسط ویلیام فردریک یامز در سال ۱۸۹۶، از گالری گرافیک قهرمانان شکسپیر

- کلئوپاترا، در آنتونیوس و کلئوپاترا
- کوردلیا، در شاه لیر
- کرسیدا، در ترویلوس و کرسیدا
- دزدمونا، در اتلو
- امیلیا، در اتلو
- گرترود، در هملت
- گونریل، در شاه لیر
- هرمیا، در رؤیای شب نیمه تابستان
- هلنا، در رؤیای شب نیمه تابستان
- هلنا، در نیک آن باشد که انجامش نکوست
- قهرمان، در هیاهوی بسیار برای هیچ
- هرمیون، در حکایت زمستان
- هیپولیتا، در رؤیای شب نیمه تابستان
- ایموژن، در سیمبلین
- ایزابلا، در قیاس برای قیاس
- جولیا، در دو جنتلمن ورونا
- ژولیت، در رومئو و ژولیت
- کاترینا، در رام کردن زیرک
- لیدی مکبث، در مکبث
- لاوینیا، در تیتوس آندرونیکوس
- میراندا، در طوفان
- مارگارت از آنژو، در هنری ششم قسمت ۱, قسمت ۲, قسمت ۳ و ریچارد سوم
- اولیویا، در شب دوازدهم
- اوفلیا، در هملت
- پورتیا، در تاجر ونیز
- شاهزاده خانم فرانسه، در درد بیهوده عشق
- پائولینا، در حکایت زمستانی
- پردیتا، در حکایت زمستانی
- ریگان، در شاه لیر
- روزالیند، در هرطور شما دوست دارید
- تامورا، در تیتوس آندرونیکوس
- سه جادوگر، در مکبث
- تیتانیا، دررؤیای شب نیمه تابستان
- ویولا، در شب دوازدهم
- ولومنیا، در کوریولانوس